# 及位駅
及位駅（のぞきえき）は、山形県最上郡真室川町大字及位朴木沢にある、東日本旅客鉄道（JR東日本）奥羽本線の駅である。
新庄方面から当駅までは東北本部の管轄、以北は秋田支社管轄となる支社境となる駅である。

## 歴史
- 1904年（明治37年）10月21日：開業[2][3]。
- 1976年（昭和51年）
  - 4月1日：貨物の取り扱いを廃止[2][3]。
  - 8月1日：荷物の扱いを廃止[2][4]。駅員無配置駅となる[5]（簡易委託化[3]）。
- 1982年（昭和57年）：海上コンテナを改造した駅舎に改築される[6]。
- 1987年（昭和62年）4月1日：国鉄分割民営化により、JR東日本の駅となる[2]。
- 2004年（平成16年）4月1日：簡易委託を解除し、無人化[3]。
- 2024年（令和6年）10月1日：えきねっとQチケのサービスを開始[1][7]。

## 駅構造
相対式ホーム2面2線を有する地上駅である。以前は単式・島式混合の2面3線を有していたが、3番線は2020年（令和2年）現在、ロープが張られ、線路が錆びていることから使用されておらず、安全確認用の鏡や「ワンマン運転乗車口」の案内板などが残されている。互いのホームは跨線橋で連絡している。
駅舎は簡易であるが、内部には待合所のほかに出札口もある。2004年（平成16年）までは簡易委託駅で、この出札口が使われていたが、それ以降は完全な無人駅となり、出札口は使われていない。新庄駅が管理している。

### のりば
| 番線 | 路線      | 方向 | 行先     |
| ---- | --------- | ---- | -------- |
| 1    | ■奥羽本線 | 上り | 新庄方面 |
| 2    | ■奥羽本線 | 下り | 秋田方面 |

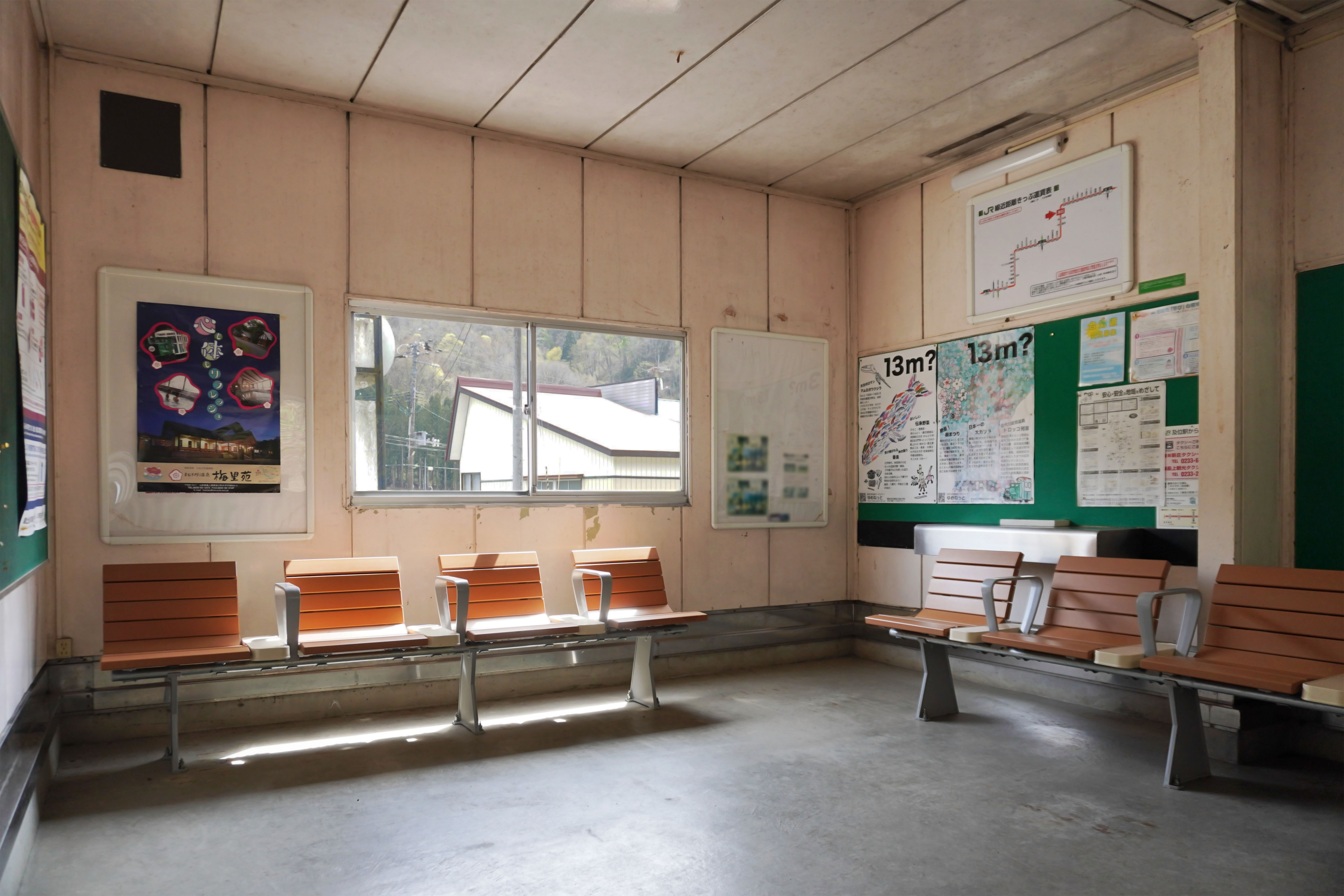
待合室（2024年4月）
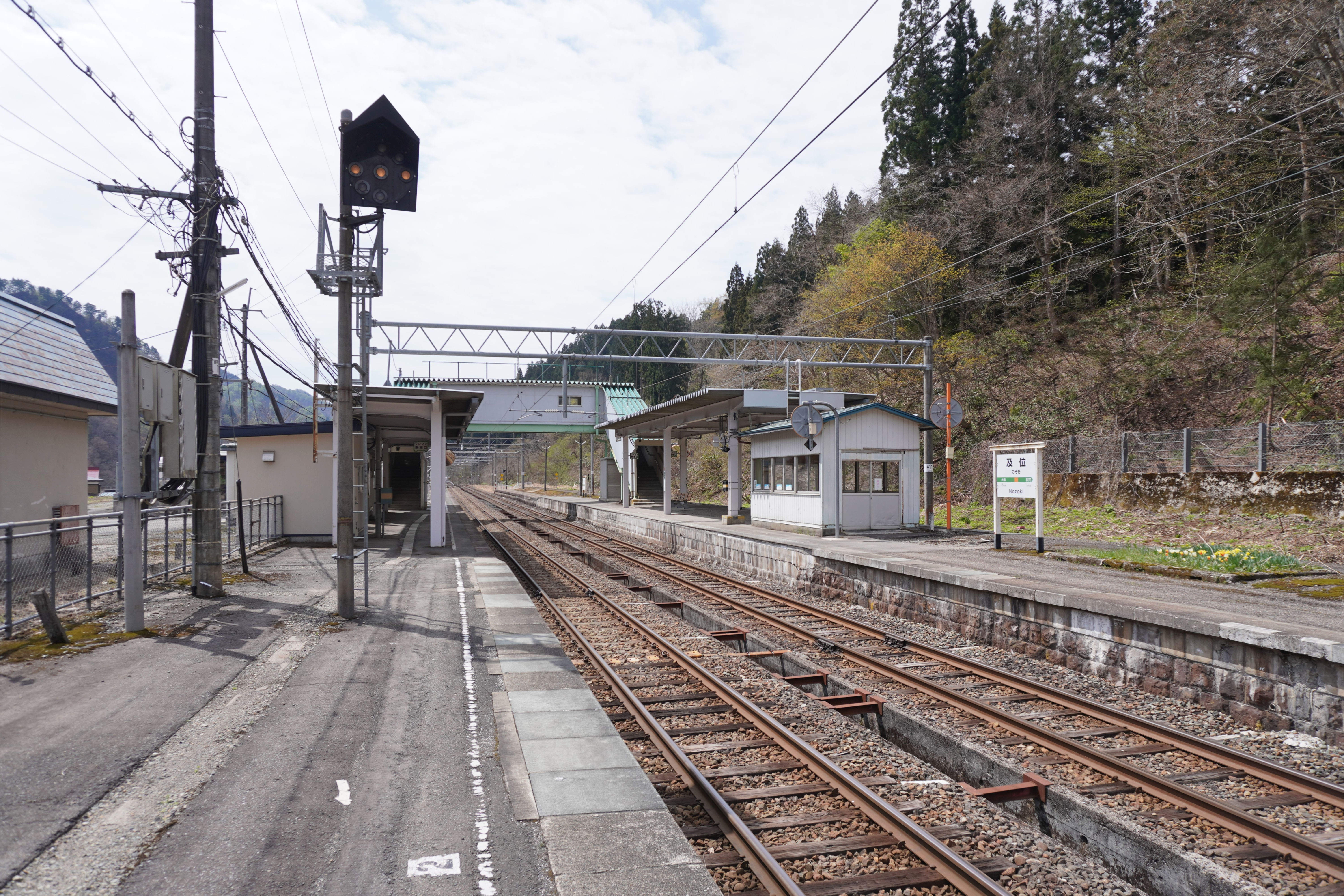
ホーム（2024年4月）

## 利用状況
JR東日本および「山形県の鉄道輸送」によると、2000年度（平成12年度）- 2004年度（平成16年度）の1日平均乗車人員の推移は以下のとおりであった。
| 乗車人員推移       | 乗車人員推移     | 乗車人員推移 |
| 年度               | 1日平均 乗車人員 | 出典         |
| ------------------ | ---------------- | ------------ |
| 2000年（平成12年） | 26               | [ 10 ]       |
| 2001年（平成13年） | 26               | [ 11 ]       |
| 2002年（平成14年） | 25               | [ 12 ]       |
| 2003年（平成15年） | 23               | [ 13 ]       |
| 2004年（平成16年） | 20               | [ 13 ]       |

## 駅周辺
駅前周辺には民家が数軒あるのみだが、約1.2キロメートル南下すると及位の集落がある。
- 国道13号（国道344号と重複）
- 真室川町路線バス「及位駅」停留所

## 隣の駅
東日本旅客鉄道（JR東日本）
■奥羽本線
□快速
通過
■普通
大滝駅 - 及位駅 - 院内駅